# Peja BC
O Peja Basquete Clube (albanês:Klubi i basketbollit Peja) é um clube profissional de basquetebol situado na cidade de Peć, Kosovo que disputa atualmente a Liga Cosovar e a Copa Europeia.